# Robert Constantin
Pour les articles homonymes, voir Constantin.
Robert Constantin, né à Caen vers 1530 et mort à Montauban le 27 décembre 1605, est un médecin, helléniste, lexicographe et professeur français. Il prend une part active dans la publication posthume des ouvrages de Jules César Scaliger.
Il est l’auteur de « la première bibliographie jamais éditée sur le sol français » (Michel Magnien), le Nomenclator.
Il meurt à Montauban où il était régent principal depuis 1571.

## Œuvres
- Nomenclator, Paris, André Wechel, 1555.
- Lexicon de Guillaume Budé, 1562. (remaniement)
- De re medica de Celse, Lyon, 1566.
- Commentarii et animadversiones in sex libros Plantarum Theophrasti de Jules César Scaliger, 1566.
- De Plantis du Pseudo-Aristote (seconde édition).

## Agrippa d'Aubigné et Constantin
Dans Les aventures du baron de Fæneste (III, 22), Agrippa d'Aubigné en fait brièvement un personnage de son dialogue : 
« Aussi à propos fut l’opinion du bon homme de Clisson, disant que tout perissoit faute d’user de pimpenelle . – J’y adjouterois de la betoine  pour ce que telles herbes purgent les cerveaux, et les esprits seroient plus propres à gouverner. Garigues, autheur de l’Abregé de l’Almanac, contenant trente-quatre mains de papier, vouloit parler. Ce propos fut arresté par Constantin , qui dit en ces termes : Certes, Messieurs, vous me feriez plustost adherer à l’opinion de maistre Gervais, autrement le philosophe de Magné.» (Edition de Prosper Mérimée, p. 204)